# 天鷹座14
天鷹座14，又名BD-03 4460，HD 176984、SAO 142959、HR 7209，是天鷹座的一颗恒星，视星等为5.42，位于銀經30.94，銀緯-4.23，其B1900.0坐标为赤經18h 57m 38.5s，赤緯-3° -4.23′ 38″。